# Die Stadt (Gedicht)

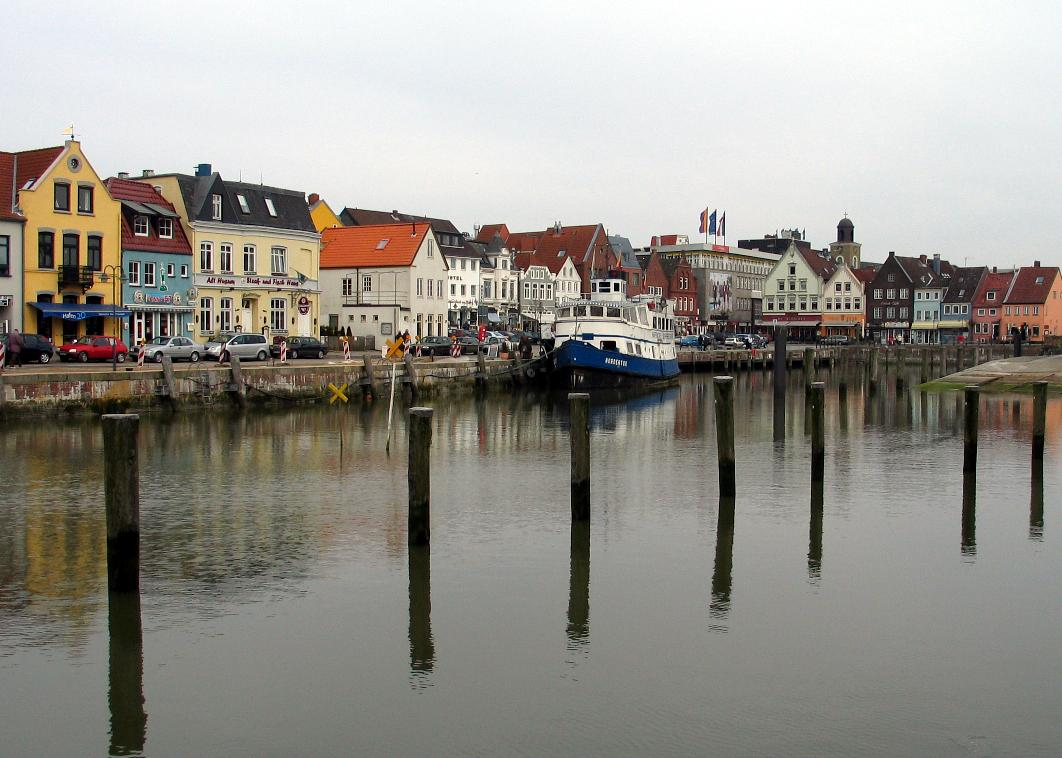
Husum (2004)

Die Stadt ist ein von Theodor Storm verfasstes Gedicht, das seinem Heimatort Husum an der Nordsee gewidmet ist. Er schrieb es 1852, als ihm seine Advokatur entzogen worden war, weil er trotz Friedensschluss gegen die Dänen gearbeitet hatte. Das Gedicht lässt sich dem Realismus zuordnen.

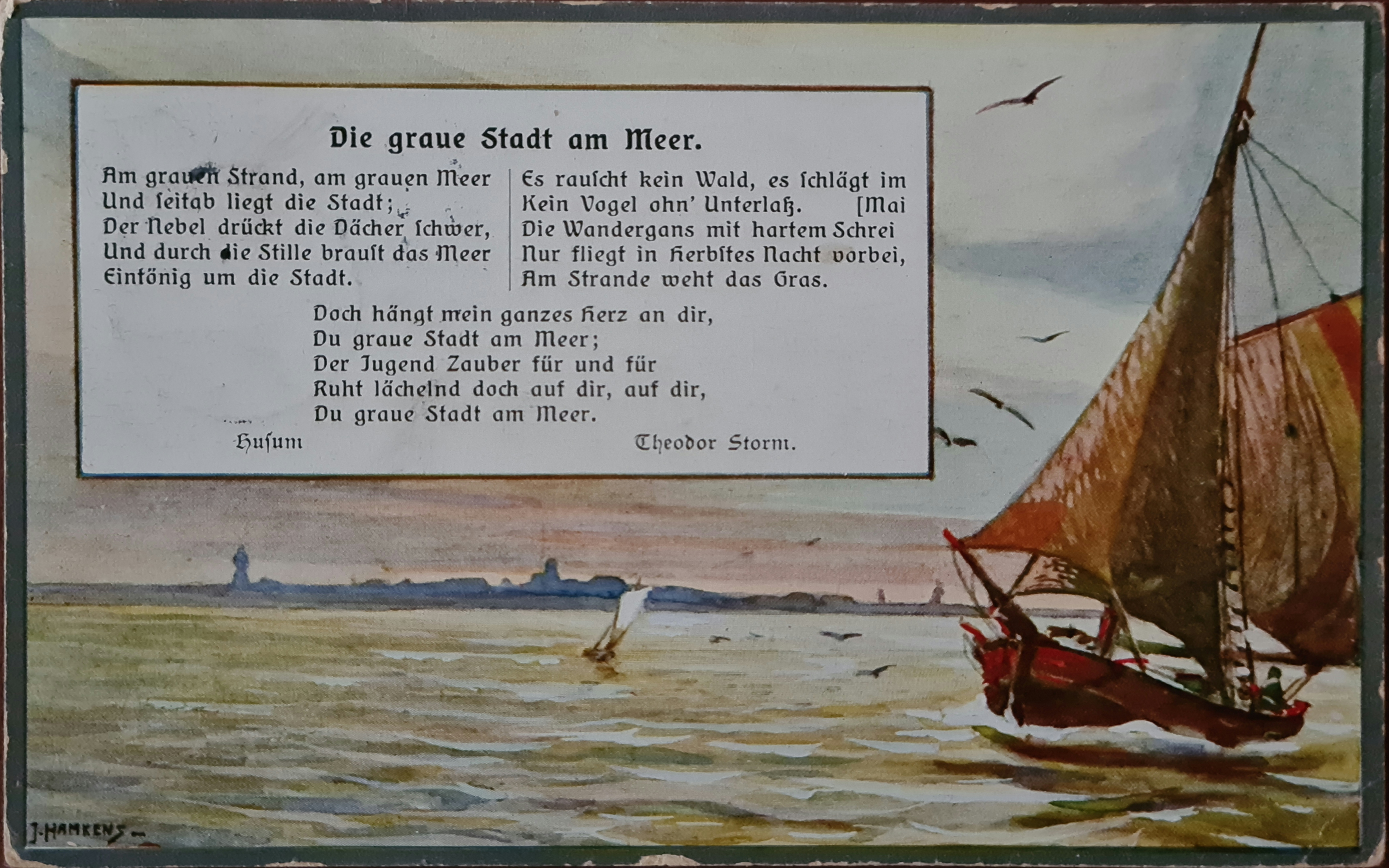
Postkarte mit einem Aquarell des Husumer Malers Jan Hamkens und Theodor Storms Gedicht (um 1900)

Das Gedicht hat drei Strophen mit jeweils fünf Versen mit einem zweifachumarmenden Kreuzreim. Zunächst beschreibt Storm die Stadt als trist, grau und monoton, doch zum Ende deutet er auf die schönen Kindheitserinnerungen hin, die er von dieser Stadt hat. So wird der Text zu einem an die Stadt Husum gerichteten Liebesgedicht, das bei der Wahrheit bleibt, ohne sich von der Liebe zu entfernen.
Am grauen Strand, am grauen Meer

Und seitab liegt die Stadt;

Der Nebel drückt die Dächer schwer,

Und durch die Stille braust das Meer

Eintönig um die Stadt.

Es rauscht kein Wald, es schlägt im Mai

Kein Vogel ohn’ Unterlass;

Die Wandergans mit hartem Schrei

Nur fliegt in Herbstesnacht vorbei,

Am Strande weht das Gras.

Doch hängt mein ganzes Herz an dir,

Du graue Stadt am Meer;

Der Jugend Zauber für und für

Ruht lächelnd doch auf dir, auf dir,

Du graue Stadt am Meer.
Neben Knecht Ruprecht ist Die Stadt wohl Storms bekanntestes Gedicht.